# III wojna syryjska

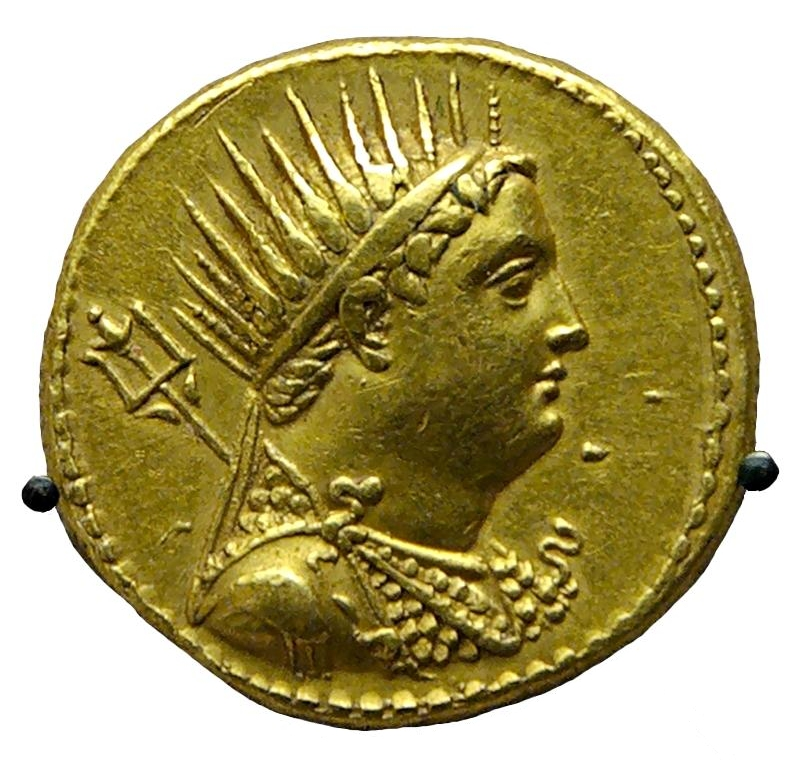
moneta z wizerunkiem Ptolemeusza III

III wojna syryjska zwana również wojną laodycejską – konflikt zbrojny między Egiptem Ptolemeuszy a państwem Seleucydów, toczący się w latach 246-241 p.n.e. Zakończył się zwycięstwem Ptolemeusza III Euergetesa nad Seleukosem II; jego datacja, przebieg i kolejność wydarzeń są sporne.

## Tło historyczne
Po śmierci króla seleukidzkiego Antiocha II w 246 p.n.e., jego żona, królowa Laodike, ogłosiła, że umierający król wyznaczył na swojego następcę syna z małżeństwa z nią, Seleukosa II. Łamało to prawa do tronu syna z drugiego małżeństwa Antiocha II z Bereniką (syn ten również nosił imię Antioch), księżniczką ptolemejską. Związek Antiocha II i Berenike był jednym z postanowień pokoju kończącego II wojnę syryjską, a ponadto było możliwe, że decyzja Antiocha II o następstwie tronu była tak naprawdę spreparowana przez Laodike. Niewykluczone, że Antioch II został na jej rozkaz zamordowany, zwłaszcza, że zmarł w trakcie wizyty w jej posiadłości w mieście Efez. W obronie praw członka swojego rodu stanął Ptolemeusz III Euergetes, brat Bereniki, który skierował swoje wojsko na terytorium Seleukidów, rozpoczynając tym samym III wojnę syryjską, która od imienia jej głównej prowodyrki bywa nazywana również wojną laodycejską. Według Altaya Coskuna dodatkową okolicznością, która mogła skłonić Ptolemeusza do ataku, był fakt, że Seleukos w owym okresie zmagał się z Mitrydatesem, królem Pontu oraz swoim bratem, Antiochem Hieraksem.

## Przebieg
Berenika ogłosiła królem swojego syna (miał on wówczas nie więcej niż pięć lat). Doszło w związku z tym do jednoczesnej proklamacji dwóch władców imperium. Ptolemeusze zorganizowali wyprawę wojenną, wykorzystując flotę znajdującą się w Seleucji i zajmując miasto Soloj w Cylicji; dowódcami ekspedycji byli Pitagoras i Aristokles; w wyniku tej wyprawy zabity został strateg Cylicji Arybazos, wierny Seleukosowi. Mniej więcej w tym samym czasie lub później seleukidzki dowódca floty stacjonującej w Efezie, imieniem Sofron, przejął kontrolę nad miastem i oddał je pod władanie Egiptu. Inni historycy (Coşkun) uważają, że bunt Sofrona miał miejsce jeszcze przed atakiem ptolemejskim na Azję Mniejszą. Inne rejony Azji Mniejszej, m.in. Kildara, również dostały się pod panowanie Egiptu. 
Równocześnie w Syrii operowały wojska Ptolemeusza. Z uwagi na popularność, jaką cieszyła się Berenika w królestwie Seleucydów, armia egipska została przyjęta entuzjastycznie w regionie i stolicy imperium, Antiochii. W pierwszym etapie konfliktu władza Seleukosa utrzymała się jedynie w rejonach kontynentalnej Anatolii. Zarówno Antiochia, jak i Seleucja przyjęły oddziały egipskie bez walki. Wówczas jednak do Ptolemeusza dotarła wiadomość, że jego siostra oraz siostrzeniec zostali zamordowani, zapewne na rozkaz Laodike, która w toku wojny również została zabita (według datacji Altaya Coşkuna to Laodike została zamordowana jako pierwsza). Prawdopodobnie informacja o śmierci Bereniki była przez pewien czas zachowana w tajemnicy, aby podtrzymać prawa Ptolemeusza do interwencji. Według opisu Poliajnosa jedna z służących zamordowanej królowej miała zostać przebrana w szaty Bereniki, a ciało królowej ukryto, aby wiadomość o jej śmierci nie dotarła do mieszkańców imperium. 
Król Egiptu wydał szereg dekretów w imieniu zmarłej Bereniki, a następnie jego wojska pomaszerowały dalej w kierunku wschodnim, docierając do północnej Mezopotamii. Wcześniej prawdopodobnie Ptolemeusz znacznie zwiększył liczebność swojej armii, jako że dopiero po zabójstwie Bereniki jego interwencja nabrała charakteru rzeczywistej akcji zbrojnej. Według niektórych autorów starożytnych jego armia miała zawędrować dalej niż do Mezopotamii, a zgodnie z inskrypcjami samego króla Egiptu miał on dotrzeć nawet do Baktrii. Według Altaya Coşkuna Egipcjanie mieli dotrzeć do Babilonu, którego jednak nie udało im się w pełni zdobyć. Zgodnie z inskrypcją pozostawioną przez Ptolemeusza w jego armii miały znajdować się słonie bojowe; najprawdopodobniej więc przejął on kontrolę nad częścią armii seleukidzkiej.
W 245 p.n.e., ze względu na bunt, który wybuchł na terytorium Egiptu, Ptolemeusz został zmuszony do powrotu na swoje ziemie w celu stłumienia go. W tym momencie sprawował kontrolę nad Cylicją, Mezopotamią i Syrią. Bunt spowodowany był prawdopodobnie wzmożonym uciskiem fiskalnym wynikającym z wojny (według nowszej interpretacji Coşkuna Ptolemeusz wycofał się z uwagi na przewagę militarną Seleukosa). Seleukos II skorzystał z tej sytuacji, pokonując siły Ksantyposa, ptolemejskiego namiestnika podbitych ziem, i odzyskując kontrolę nad większością zajętych przez Egipt terenów; pod władaniem Ptolemeusza pozostały jednak kluczowy port syryjski Seleucja Pieria i niektóre porty Azji Mniejszej. W rejonie Anatolii Egipcjanie kontynuowali działania wojenne pod dowództwem brata króla, Ptolemeusza Andromachou. 
Zachowała się informacja, że w trakcie wojny flota Seleukosa została zdziesiątkowana przez sztorm. Z kolei flota Ptolemeusza Andromachou doznała około 245 p.n.e. porażki z rąk Antygona Gonatasa nieopodal wyspy Andros, co może dowodzić, że w toku wojny Macedończycy w jakiś sposób działali wspólnie z Seleukidami przeciw Ptolemeuszom  W 242 p.n.e. Seleukos odzyskał kontrolę nad wyspą Arados. Odbił również Antiochię. W pewnym momencie kampanii dotarł pod Damaszek w Celesyrii. Wówczas (lub wcześniej w Syrii) doznał porażki w bitwie z wojskami Ptolemeusza i wycofał się do Antiochii. Porażka ta nie przeszkodziła mu jednak stopniowo odzyskiwać kontroli nad północną Syrią. Jego obecność pod Damaszkiem dowodzi zaś, że w owym okresie przejął inicjatywę strategiczną i atakował należące przed wojną do Ptolemeuszy tereny Celesyrii.
Jednocześnie w Azji Mniejszej  brat Seleukosa, Antioch Hieraks (według Coşkuna w porozumieniu z Ptolemeuszem) dążył do politycznego uniezależnienia się, co skłoniło władcę Seleukidów do zakończenia wojny z Egiptem. W 241 p.n.e. doszło do zawarcia pokoju. Nieco inaczej końcówkę wojny opisuje Altay Coşkun, który zaproponował nowe datowanie i kolejność kluczowych etapów wojny, i którego zdaniem to konflikt między Seleukosem i Antiochem Hieraksem zakończył się jako pierwszy, a to skłoniło Ptolemeusza do podjęcia rokowań pokojowych.

## Skutki
W ręce armii Ptolemeusza wpadły olbrzymie łupy zrabowane na terenach imperium Seleucydów. Zgodnie z opisem pozostawionym przez króla Egiptu miały one wartość 40000 talentów. Ptolemeusz odzyskał między innymi posągi bogów egipskich, zrabowane 300 lat wcześniej przez króla perskiego Kambyzesa. Według inskrypcji Ptolemeusza liczba tych posągów miała wynosić 2500. Następnie zwrócił je świątyniom egipskim, czym zaskarbił sobie przychylność lokalnych kapłanów. Na mocy traktatu pokojowego zawartego w 241 p.n.e. Ptolemeusz zatrzymywał Seleucję Pierię oraz liczne zdobycze terytorialne w Karii, Jonii, Cylicji i Likii oraz Ainos i Marenoję w Tracji. Zapisy traktatu nie są bezpośrednio znane, toteż historycy zrekonstruowali je na podstawie późniejszych źródeł. Granicą między państwami w Syrii pozostawała rzeka Eleutheros. Efektem wojny było znaczne umocnienie się pozycji Egiptu w basenie Morza Śródziemnego. 